# Корт, Корнелис
Корнелис Корт, или Корнелио, Куртиус Фьямминго (нидерл. Cornelis Cort, нидерл. Cornelio, Curtius Fiammingo — Корнелио Фламандец); 1533, Хорн, Голландия — 17 марта 1578, Рим) — голландский рисовальщик и гравёр резцом на меди, мастер репродукционной гравюры, ученик и сотрудник издателя и гравёра И. Кока. Последние двенадцать лет своей жизни провёл в Италии, где был известен как Корнелио Фьямминго.

## Биография
Корнелис Корт родился в Хорне или Эдаме в семье ювелиров и, возможно, в 1550-х годах был учеником Дирка Волкертсзона Корнхерта в Харлеме. Его первые гравюры были опубликованы в Антверпене около 1553 года, хотя считается, что он продолжал работать в Северных Нидерландах. Издателем его гравюр был Иероним Кок, у которого, возможно, Корт также учился гравированию.
Получив некоторую известность гравюрами с живописных произведений Рогира ван дер Вейдена, Михила Кокси, Франса Флориса, Гиллиса Мостарта, Мартена ван Хемскерка, Бартоломеуса Спрангера и Страдануса, Корнелис отправился в Италию. Более года он жил в Венеции на полном содержании у Тициана, сразу оценившего его способности и предоставившего ему возможность воспроизвести многие из его лучших картин. Среди них гравюры резцом на меди: «Святой Иероним в пустыне», «Андромеда», «Кающаяся святая Магдалина», «Прометей», «Диана и Актеон» и «Диана и Каллисто», «Рай», «Несение креста». Из Италии он вернулся в Нидерланды, но вскоре после 1567 года вернулся в Венецию, а оттуда отправился в Болонью и Рим, где создал многие гравюры по известным картинам того времени.
Он гравировал по живописным оригиналам Рафаэля, Полидоро Кальдары, Франческо Сальвиати, Федерико Бароччи и других итальянских живописцев, а также создал школу гравёров, из которой вышел целый ряд искусных мастеров.
Корт посетил Флоренцию между 1569 и 1571 годами, вероятно, работая на семью Медичи. Он вернулся к Тициану в Венецию в 1571—1572 годах. Последний год своей жизни он провёл в Риме, где и умер. Его связь с Иеронимом Коком и Тицианом прекрасно проиллюстрирована в письме, адресованном последнему Домиником Лэмпсоном из Льежа в 1567 году. Всего Корт, вероятно, награвировал свыше ста пятидесяти произведений.

## Творчество
Кроме основания этой школы, его заслуга состоит в том, что до появления фотомеханических способов репродукции живописных картин Корнелис Корт при помощи усовершенствованных приёмов работы офортным штрихом стал придавать гравюрам более значительные, чем прежде, размеры, большую свободу техники, обеспечивающую близость к живописи, с помощью чего увеличил их распространение. Общее число его произведений превышает полторы сотни офортов.
В области гравюры резцом Корт «сумел создать почти невероятный для того времени и резцовой техники экспрессивный живописный стиль». Как писал выдающийся знаток истории гравюры М. И. Флекель, Корт «в основе исходил из гравировальной манеры» Джорджо Гизи:

Под влиянием живописного стиля Тициана гравировальная манера Корта коренным образом меняется. Он обогащает технику Маркантонио Раймонди и Гизи приёмами, имевшими принципиальное значение, прежде всего введением в теневые планы утолщающихся линий, что избавляло от необходимости в этих местах многократно перекрещивать штрих и позволяло убедительнее передавать объёмное кругление формы, делало структуру гравированного листа более прозрачной и в то же время мощной. Технический виртуоз, Корт умел создавать богатую шкалу градаций между глубокими тенями и нежнейшими светами… Новая техника Корта раскрыла неведомые ранее возможности резцовой гравюры, дала решающий импульс её дальнейшему почти трёхвековому развитию… Гибкий гравировальный стиль Корта, с длинными, плавно пробегающими, то набухающими, то утончающимися линиями, которые охватывают формы и передают светотень и живописное мерцание поверхности, соответствовал новым эстетическим идеалам итальянского искусства конца шестидесятых и семидесятых годов XVI века. Стремление к напряжённому внутреннему движению текучей композиции, более мягкой пластической моделировке тел с наибольшей силой проявилось в позднем творчестве Тициана
Для гравюр Тициан обычно собственноручно выполнял подготовительные рисунки, в той или иной мере варьирующие композиции ранее написанных им картин. Поэтому гравюры Корнелиуса Корта не являются копиями картин Тициана. Выдающийся живописец высоко ценил гравюры Корта и торжественно преподносил их своим знатным покровителям и друзьям.
Выполнив заказы для Тициана, Корт переехал в Рим, где много работал для издательства Антонио Лафрери. В 1570 году он создал три листа по скульптурам Микеланджело в Капелле Медичи во Флоренции.

## Гравюры резцом на меди по картинам Тициана

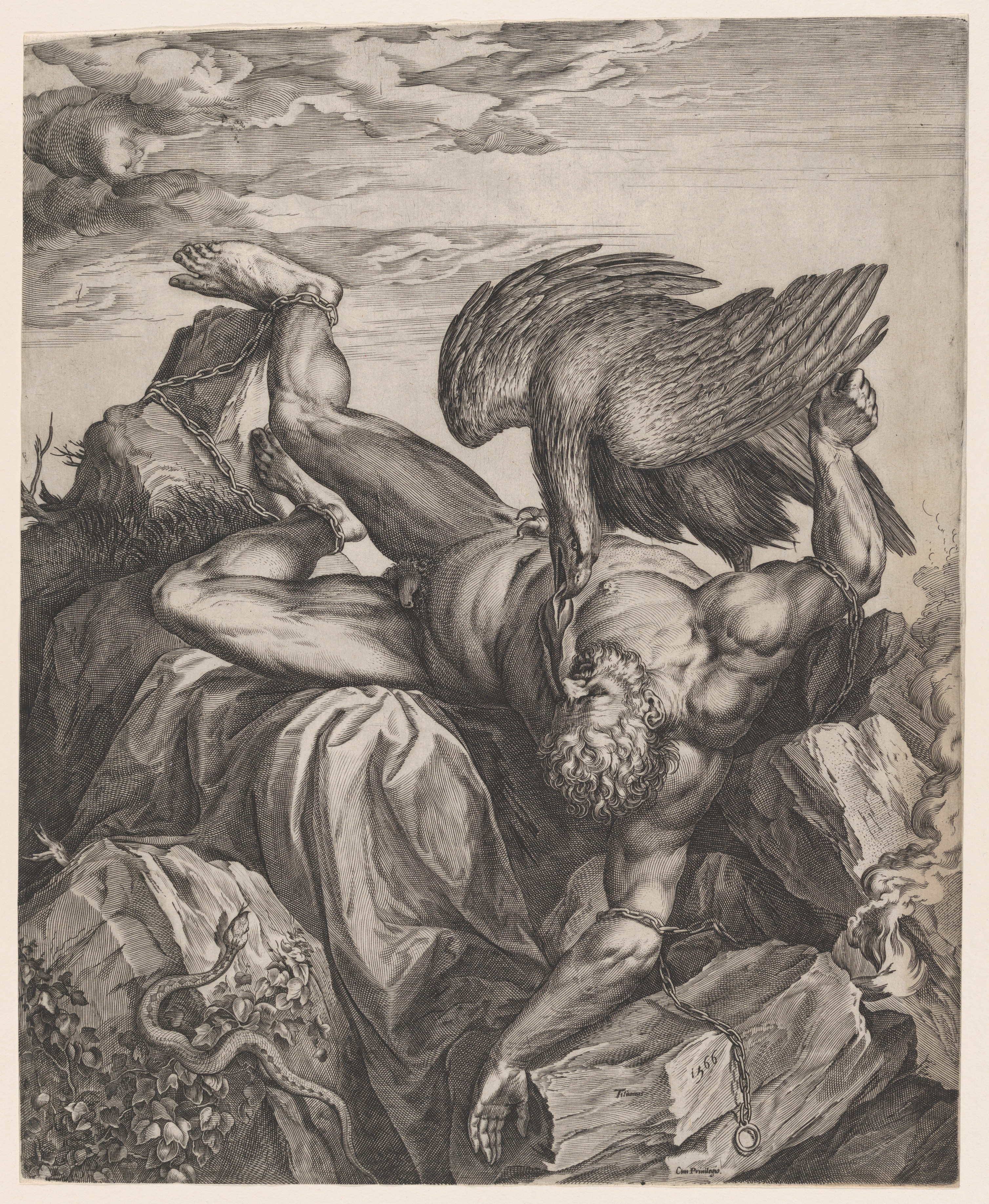
Tитий (или Прометей?). 1566
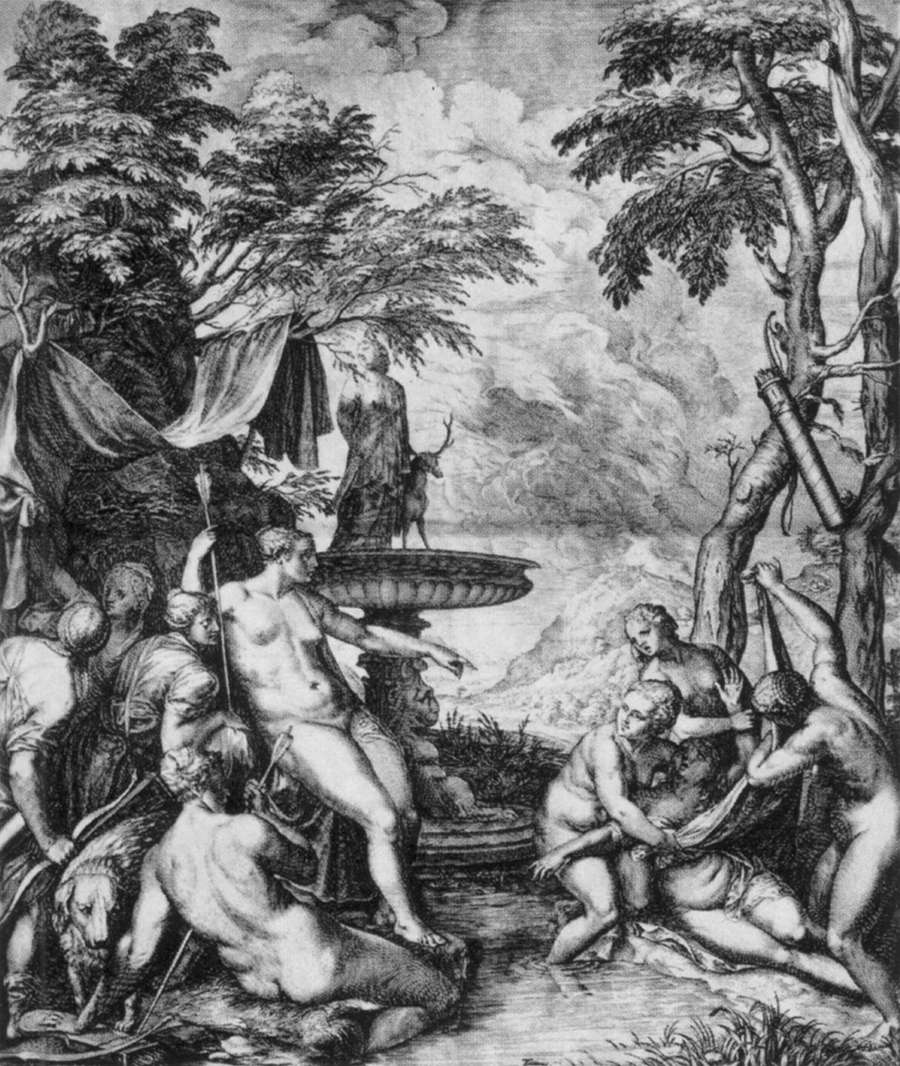
Диана и Каллисто. 1566
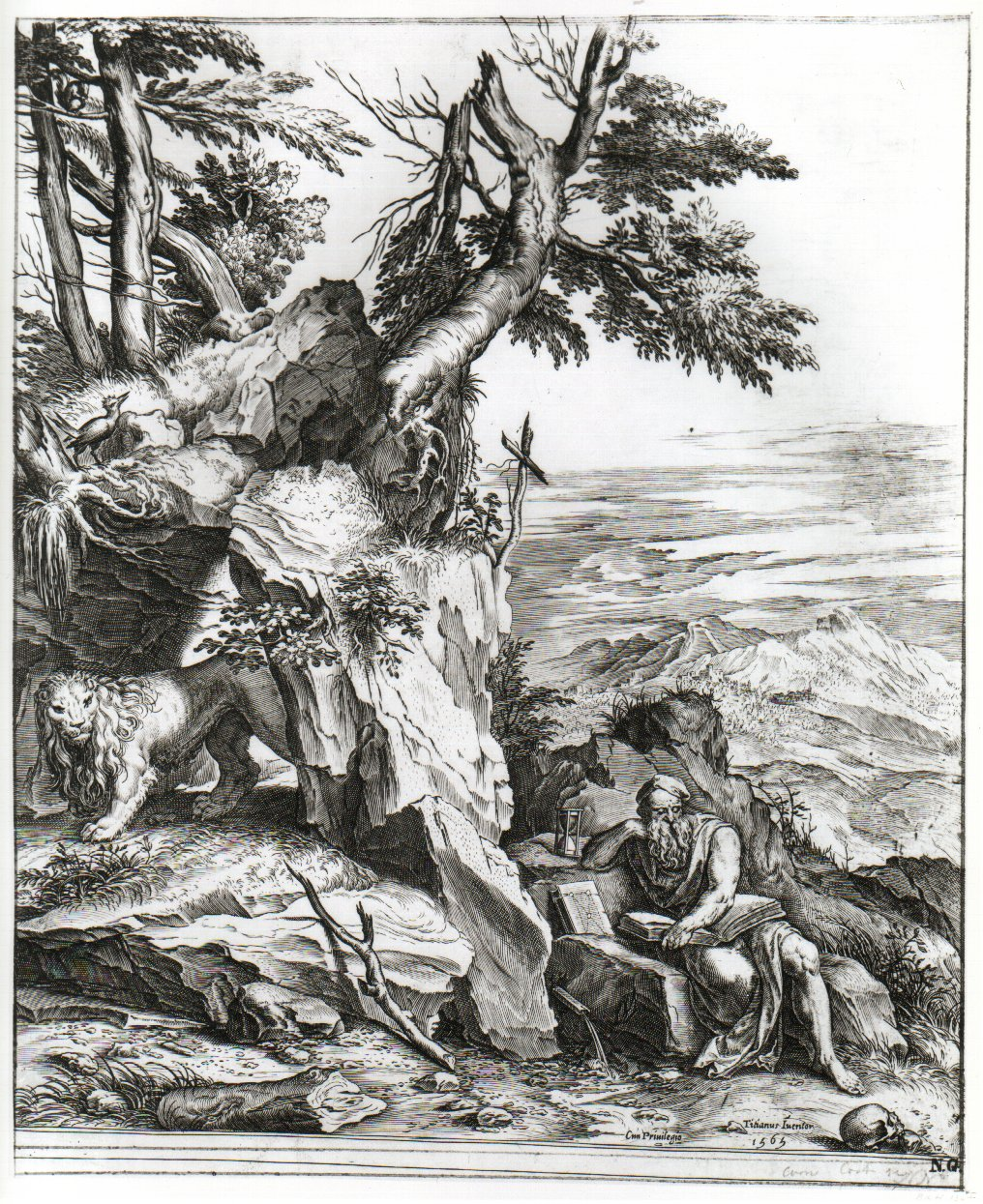
Святой Иероним
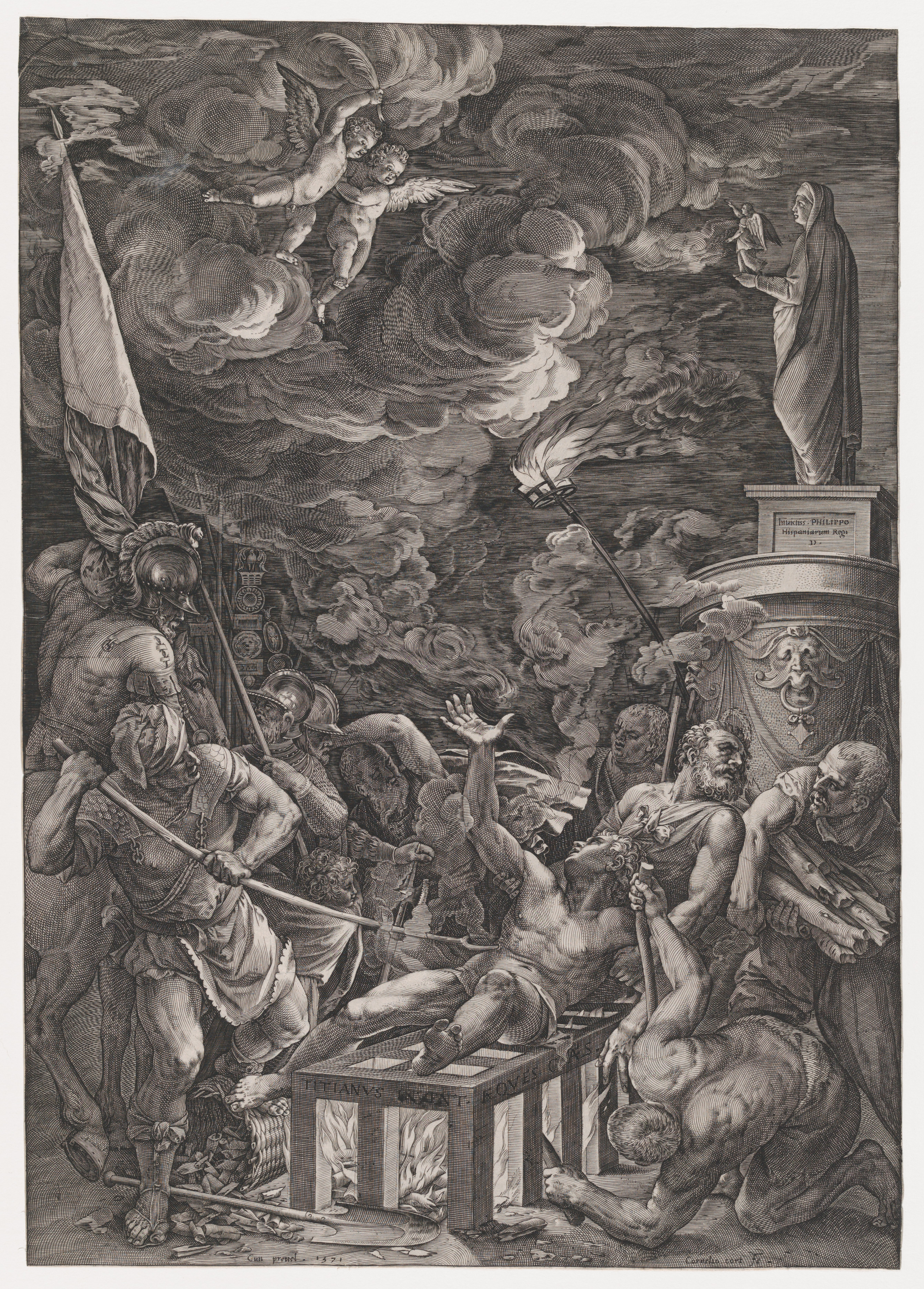
Mученичество святого Лаврентия. 1571
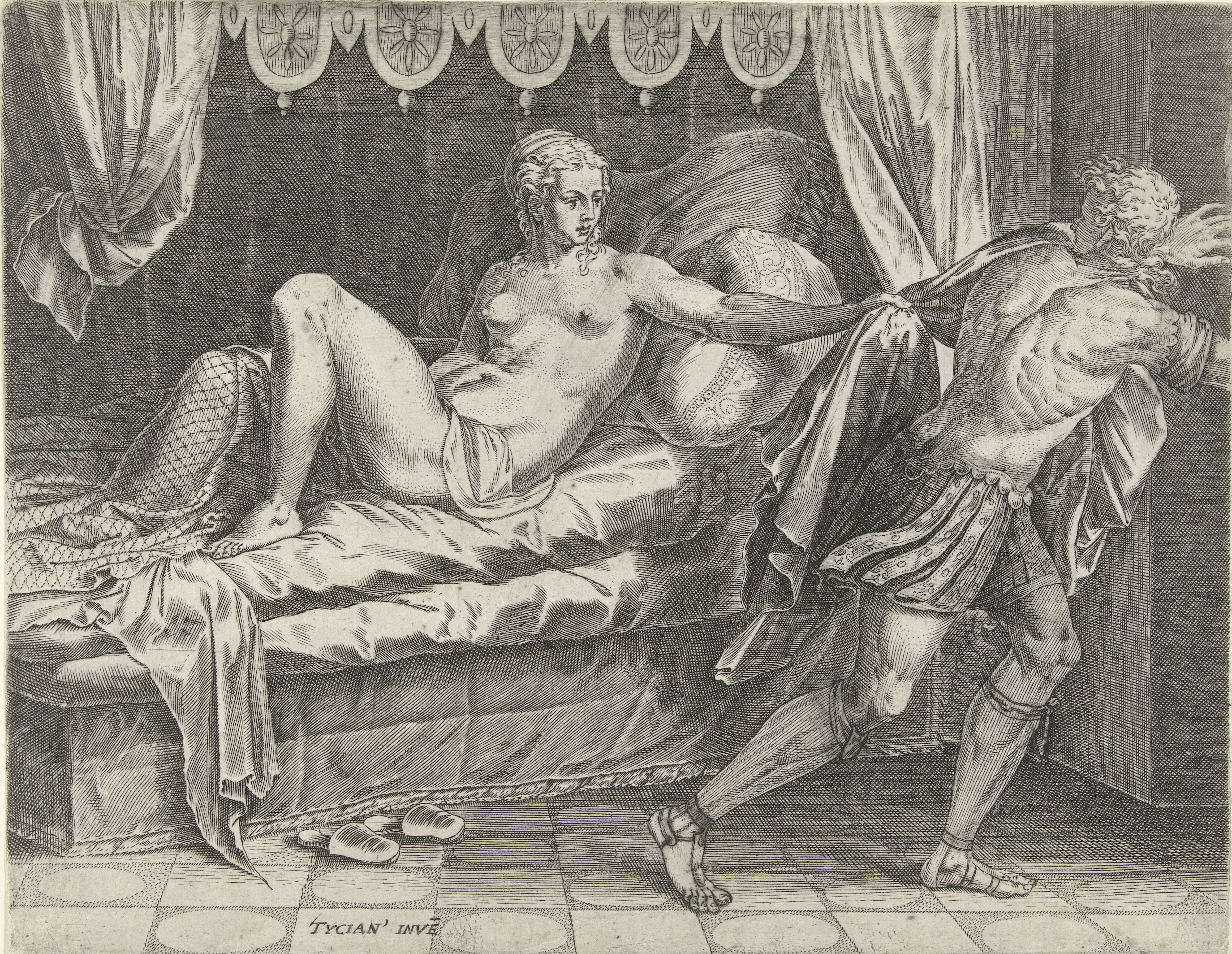
Иосиф и жена Потифара. Между 1560 и 1565
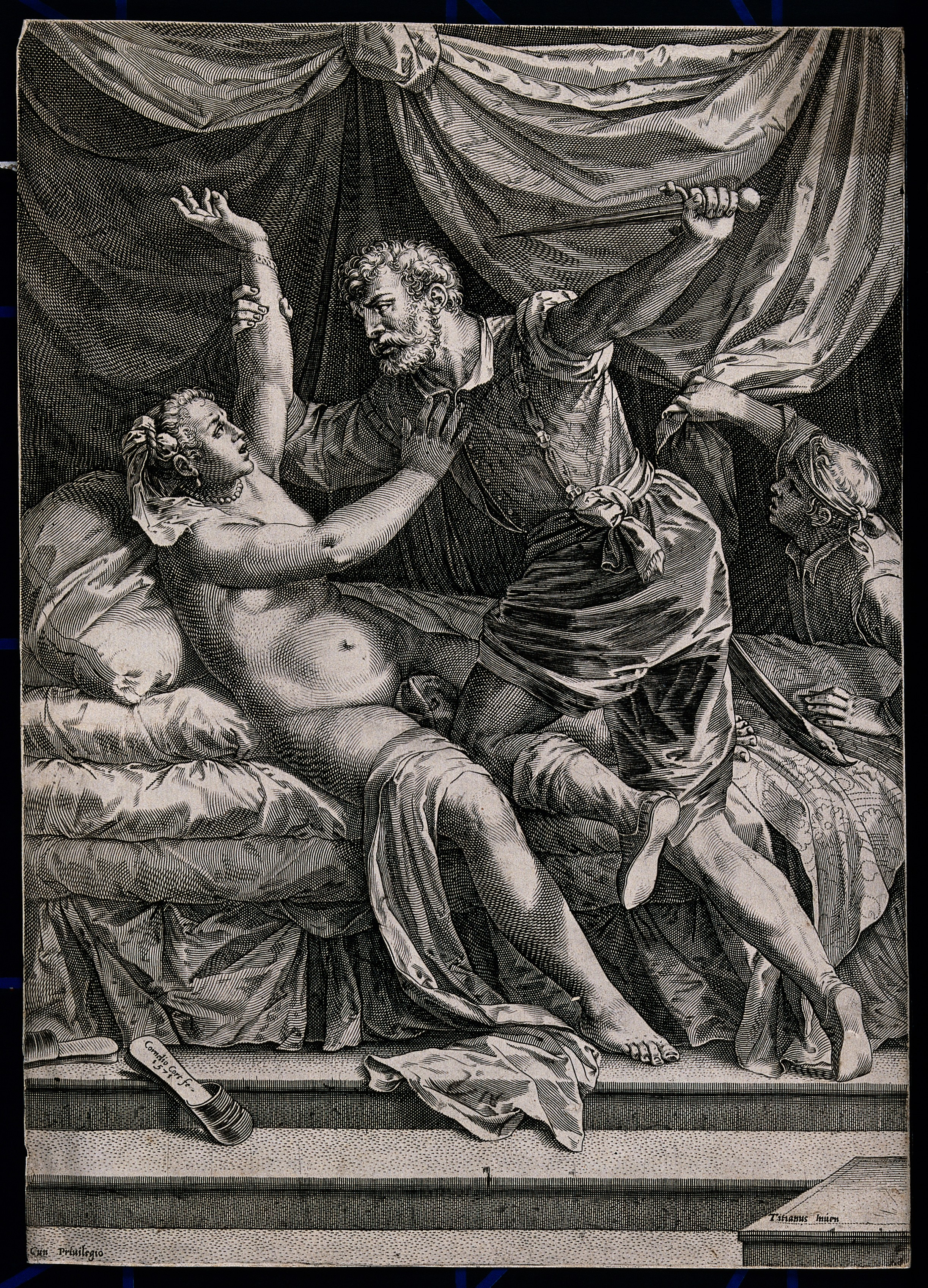
Смерть Лукреции. 1571
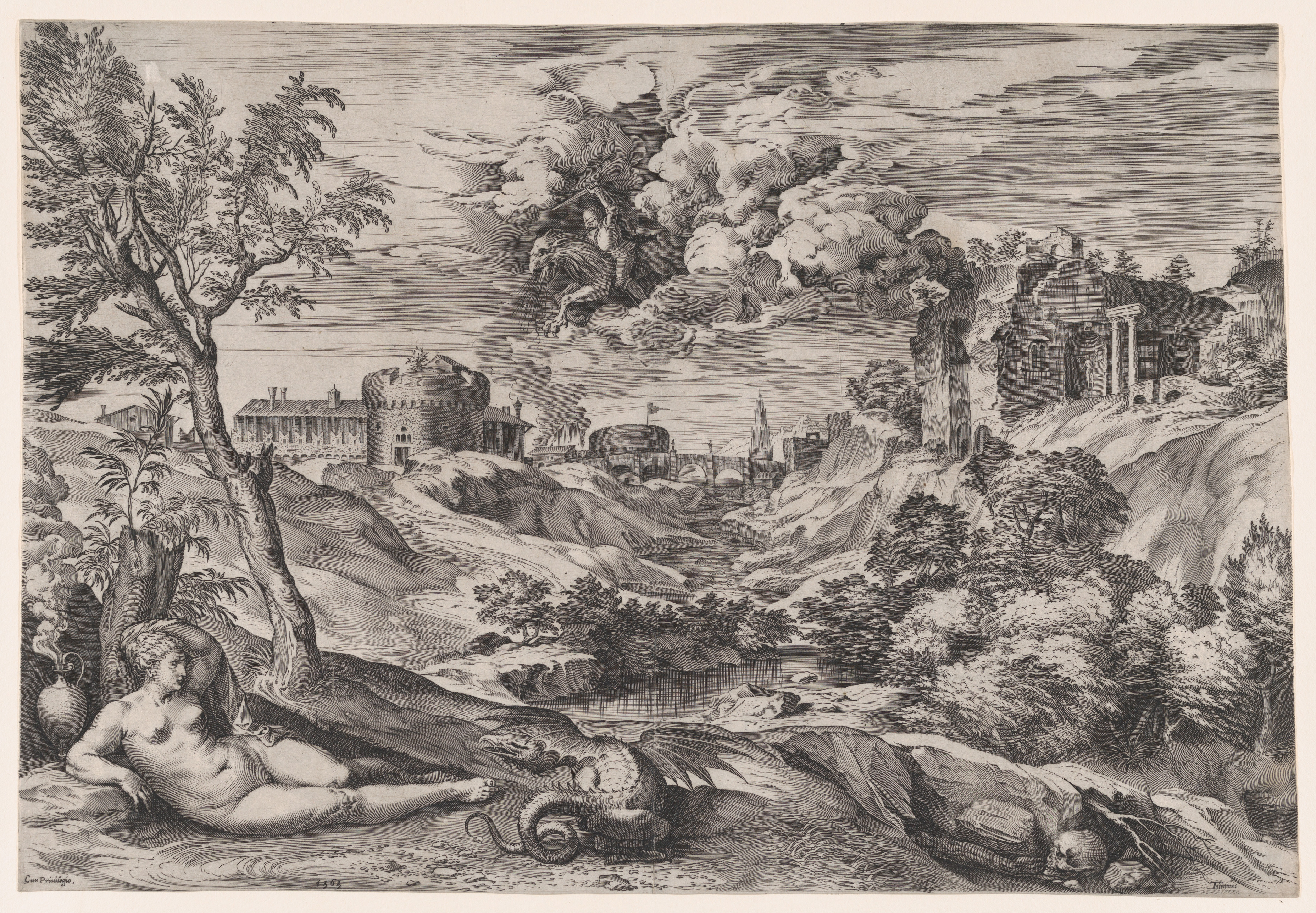
Роланд спасает Анжелику. 1565